# Garnanäs
Garnanäs är en bebyggelse i Bräkne-Hoby socken i Ronneby kommun i Blekinge län, Sverige. Mellan 2005 och 2010 samt mellan 2015 och 2020 avgränsade SCB här en småort.